# Rebecca Cohen Henríquez
Rebecca Cohen Henriquez (Willemstad, 9 de julio de 1864-Willemstad, 23 de mayo de 1935) fue una filántropa judía sefardita de Curazao. De acuerdo con la costumbre de su comunidad, no debía trabajar y en lugar de esto, debía dedicarse a actividades benéficas. En 1895,  fundó el primer club de mujeres de la isla, llamado Entre Nous. Además de organizar eventos de literatura, el club se encargó de construir el Parque Reina Guillermina en Willemstad. Fue condecorada con la Orden del Libertador por el gobierno de Venezuela en 1902 y con la Orden de Orange-Nassau en 1932.

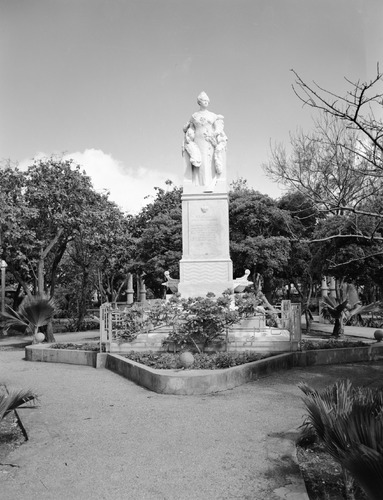
Estatua de la Reina Guillermina en el parque Wilhelminapark de Willemstad.

## Biografía
Rebecca Cohen Henríquez nació el 9 de julio de 1864 en Willemstad, en la Colonia de Curaçao y Dependencias del Imperio holandés, hija de Esther Henríquez y Salomón Cohen Henríquez. Su familia, incluyendo sus abuelos paternos, Esther Monsanto y Daniel Cohen Henríquez, hacían parte de la próspera comunidad sefardita de la isla, la cual descendía de judíos expulsados de la península ibérica que habían emigrado a los Países Bajos. Su familia llegó a Curazao desde Ámsterdam en 1681. Su padre era el contralor general de la Colonia. Rebecca Cohen Henríquez era la menor de seis hijos.
Hasta la década de 1870s, la educación o el trabajo para mujeres eran inaceptables bajo las normas sociales de la época, pero en el último trimestre de esta década, varias instituciones educativas empezaron a ofrecer clases para chicas. Cohen Henríquez comenzó  a recibir educación en el Colegio Smith y después fue transferida a la escuela provada para chicas Colegio Colonial, la cual era dirigida por José R. Henríquez y su esposa. La escuela, en la cual las clases eran impartidas en Español, ofrecía además clases en astronomía, etiqueta, geografía, idiomas (holandés, inglés y francés), matemática, religión, lectura, y escritura. Ella complementaba su educación con lecciones con su padre en filosofía y literatura holandesa.

## Activismo
Debido a que trabajar era una actividad inaceptable para mujeres de su clase social, cuando Cohen Henríquez finalizó sus estudios escolares, se encargó de proveer comida y apoyo financiero a comunidades menos privilegiadas de la isla, ocupando su tiempo pintando y bordando, creando artículos que podían ser vendidos en bazares para colectar dinero para proveer asistencia a otros. Entre las muchas actividades de bienestar social en las que se comprometía se encontraba el apoyo a afectados por huracanes y otros desastres naturales.
En 1883 (o 1895) Cohen Henríquez se organizó con otras catorce exalumnas del Colegio Colonial, como Rebecca Alvares Correa; Ángela Baiz; Lelia, Leonor y Raquel Capriles; Elmire Cohen Henríquez; Anna Gravenhorst; Henriette de Leao Laguna; Habita Mendes Chumaceiro; Rosabelle y Sarah Penso; Julieta Pinedo; y Nettie van Lier, y fundaron el club Entre Nous, la primera organización femenina de Curazao. Cohen Henríquez fue la presidenta de la organización desde su fundación hasta su fallecimiento. Excepto Anna Gravenhorst, quien era protestante, el resto de las integrantes del club hacían parte de la comunidad judía de la isla. Además sus proyectos de mejoras sociales, las damas del club organizaban actividades en las que se presentaban recitales de música y eventos literarios. En 1902, recibió permiso de la corona holandesa para aceptar una condecoración en 4.º grado de la Orden del Libertador de Venezuela.
Las damas que hacían parte del club concibieron, planearon, dirigieron y financiaron la construcción del Parque Reina Guillermina de Willemstad, el primer parque público de la isla. Utilizando los fondos obtenidos de sus actividades sociales, la sociedad Entre Nous obtuvo suficientes fondos en 1899 para iniciar la construcción en el área central de Willemstad, llamada Punda, de un parque que serviría de espacio recreacional para los residentes. El plan fue completado y oficialmente inaugurado en 1901, convirtiéndose en no sólo el primer parque público de la isla sino en un centro social y cultural. A través de los años, el club continuó adicionando mejoras, como bancos, los cuales fueron instalados en 1907.
En 1930, Cohen Henríquez y el club decidieron revitalizar el parque en honor del quincuagésimo cumpleaños de la Reina Guillermina. Por medio de las gestiones de Cohen Henríquez, consiguieron reunir ƒ15.000 (quince mil florines antillanos) para encargar una estatua del escultor florentino Pietro Ceccarelli. Cohen Henríquez recibió la Orden de Orange-Nassau en 1932, convirtiéndose en la primera mujer curazoleña en recibir esta condecoración. La estatua de Gullermina de Holanda fue creada en Italia y luego embarcada a Curazao, llegando a la isla el 29 de diciembre de 1932. La estatua, hecha de mármol de Carrara medía 2 metros y medio por encima del pedestal de 3 metros y medio y fue develada en una ceremonia el 19 de enero de 1933.

## Muerte y legado
Cohen Henríquez murió el 23 de mayo de 1935 en Willemstad. En honor a sus contribuciones a la sociedad curazoleña, se colocó una placa de mármol en su nombre en el Parque Reina Guillermina..